# Alburnus vistonicus
Espèce
Statut de conservation UICN

 CR B2ab(ii,iii) : 
En danger critique

Alburnus vistonicus est un poisson d'eau douce de la famille des Cyprinidae.

## Répartition
Alburnus vistonicus est endémique de Grèce. Cette espèce se rencontre dans le bassin du lac Vistonída.

## Description
La taille maximale connue pour Alburnus vistonicus est de 217 mm.

## Étymologie
Son nom d'espèce lui a été donné en référence à son lieu de découverte, le lac Vistonída.

## Publication originale
- Freyhof & Kottelat, 2007 : Review of the Alburnus mento species group with description of two new species (Teleostei: Cyrinidae). Ichthyological Exploration of Freshwaters , vol. 18, n. 3, p. 213-225[4] (introduction).